# サクセス (花王)
サクセス（SUCCESS）は、花王が発売している男性向けのグルーミング&ヘルスケアブランドである。

## 概要
1987年に販売を開始。男性向けの育毛トニック、シャンプー、リンス、シェービング剤を中心に展開している。2016年10月からは洗顔料や化粧水も発売されている。
ブランドロゴは幾度か変更されており、2020年2月にブランドロゴが変更された（ブロンドロゴ変更後も一部旧ブランドロゴを使用する製品があったが、2021年3月に旧ブランドロゴを使用していた製品が製造終了となったことでブランドロゴが統一された）。

## ラインナップ

### フェイスケア製品
- シェービング - シェービング剤はブランドロゴ変更に伴い、2020年2月に全製品のパッケージのロゴマークが変更された（自然切替）。
  - 薬用シェービングフォーム【医薬部外品】 - 安全カミソリ用泡タイプ
    - レギュラー
    - ノンメントール - 2009年10月発売。

  - 薬用シェービングジェル【医薬部外品】 - 安全カミソリ用ジェルタイプ
    - フレッシュタイプ - 青色のジェル（メントール配合）。
    - スキンケアタイプ - 2009年9月発売。「マイルド」から処方改良した仕様。白色のジェル（保湿成分配合・ノンメントール）。
    - 多枚刃カミソリ用 - 2012年3月発売。透明のジェル（すべり成分・メントール配合）。

  - シェービングジェル プレミアム - 2017年10月発売。安全カミソリ用ジェルタイプ（濃密保湿タイプ・メントール配合）。前述した「薬用シェービングジェル」とは異なり、薬用成分は配合されていない。
  - ウエット剃りシェーバー専用ジェル - 2014年4月発売。電気シェーバー用ジェルタイプ（メントール配合）。本品はウエット剃り（浴室や洗面所などでシェービング剤等をつけてヒゲを濡らして剃ること。お風呂剃りともいわれる）対応の電気シェーバー専用で、故障の原因となるためウエット剃り非対応の電気シェーバーは水洗い可能の機種であっても使用不可となる。
  - プレシェーブローション - 電気シェーバー用ローションタイプ。ステンレス球入りの二層タイプのためよく振ってから使用する。2016年4月のリニューアル時に販売名（サクセスプレシェーブローションs→サクセスプレシェーブローションu）を変更。

### ヘアケア製品
- シャンプー・リンス
  - 薬用シャンプー【医薬部外品】 - ダイレクトタッチ式容器のシャンプー。2014年8月のリニューアル時に内容量を変更（420ml→380ml、つめかえ用：330ml→300ml）。2015年4月にホームセンターなどの一部店舗やECサイト限定で、通常サイズの3個分の容量（900ml）でキャップが付いたつめかえ用特大サイズを追加発売した（つめかえ用特大サイズは花王ホームページ内の製品情報サイトには未掲載）。2020年2月のリニューアル時に内容量が増量（本体：380ml→400ml、つめかえ用：300ml→320ml、つめかえ用特大サイズ：900ml→960ml）され、本体のボトル形状やつめかえ用のデザインが刷新され、2011年3月のパッケージリニューアル時から表記されていた識別番号を廃止。2022年10月（一部店舗は同年9月最終週）に「皮脂吸着テクノロジー」を採用し、パッケージデザインを「薬用育毛トニック」に連動したデザインへ変更してリニューアルされ、このタイミングで月のマークレスの「Kao」ロゴへ変更された。
    - レギュラータイプ
    - エクストラクール

  - 髪ふわっとリンス - ポンプ式容器のリフトアップタイプのリンス。発売当初は「リンス ボリュームアップタイプ」として発売され、2014年8月のリニューアル時に内容量を変更（420ml→380ml、つめかえ用：330ml→300ml）。2015年7月のパッケージリニューアルに伴って「リンス 髪ふわっとタイプ」に改名。2020年2月に処方が変更され、内容量が増量（本体：380ml→400ml、つめかえ用：300ml→320ml）され、本体のボトル形状やつめかえ用のデザインを刷新し、製品名を変更するリニューアルが行われ、2011年3月のパッケージリニューアル時から表記されていた識別番号が廃止された。
  - 髪サラッとリンス - ポンプ式容器のサラサラ軽やかタイプのリンス。発売当初は「リンス サラッとタイプ」として発売。2014年8月のリニューアル時に内容量変更（420ml→380ml、つめかえ用：330ml→300ml）。2020年に処方が変更され、内容量が増量（本体：380ml→400ml、つめかえ用：300ml→320ml）され、本体のボトル形状やつめかえ用のデザインを刷新し、製品名を変更するリニューアルが行われ、2011年3月のパッケージリニューアル時から表記されていた識別番号が廃止された。
  - リンスのいらない薬用シャンプー スムースウォッシュ【医薬部外品】 - 2017年9月発売。ポンプ式容器のリンスインシャンプー。従来発売されていた「薬用シャンプー Wリンス成分配合」の後継製品で、内容量を増量し（本体：350ml→400ml、つめかえ用：280ml→320ml）、本体の容器形状も変更となった。また、ホームセンターなどの一部店舗やECサイト限定で通常サイズの3個分の容量（960ml）でキャップが付いたつめかえ用特大サイズも同時に設定された（つめかえ用特大サイズは花王ホームページ内の製品情報サイトには未掲載）。2020年2月に「薬用シャンプー」同様に「ミクロ洗浄バブル」を採用し、本体のボトル形状やつめかえ用のデザインを刷新してパープルからライトブルーに変わり、「リンスのいらない薬用シャンプー スムースウォッシュタイプ」から製品名を変更するリニューアルが行われた。なお、「薬用シャンプー Wリンス成分配合」とは異なり、発売当初より識別番号は設けられていない。
    - レギュラータイプ
    - エクストラクール

  - 頭皮洗浄ブラシ - シャンプー専用ブラシ。2011年3月に「頭皮スッキリ洗浄ブラシ」を改良。また、毛の固さも「ふつう」に加え、「やわらかめ」も追加された。ブランドロゴ変更に伴って2020年春にパッケージデザインが変更された（自然切替）。
  - シャンプー ボリュームアップタイプ - 2015年10月発売。ポンプ式容器のシャンプー（リンスやコンディショナーを使うと立ち上げ効果が少なくなるため、本品のみで使用することが推奨されている）。2020年春にパッケージデザインが刷新され、本体のボトル形状が後述する「サクセス24」と同形状へ変更された（自然切替）。2021年9月に「ボリュームアップ成分」を耐湿型に処方強化し、ポンプの容器形状を角形に変更してリニューアルされた。
  - 24 クレンジングシャンプー - 2019年4月（一部ECサイトは同年3月）発売。ノンシリコーン、ノンメントール、パール剤・合成着色料フリータイプ。2020年4月（一部ECサイトでは同年3月）にフルーティーフローラルの香りを追加発売し、既存品はグリーンシトラスの香りの香調名が付き、同年春にロゴマークが変更された（自然切替）。2022年3月に処方変更を行うとともに、ポンプのボトルに100%再生プラスチックを採用してリニューアルした。
  - 24 スカルプコンディショナー - 2019年4月（一部ECサイトは同年3月）発売。パール剤・合成着色料フリータイプ。2020年4月（一部ECサイトでは同年3月）にフルーティーフローラルの香りを追加発売し、既存品はグリーンシトラスの香りの香調名が付き、同年春にロゴマークが変更された（自然切替）。2022年3月に処方変更を行うとともに、ポンプのボトルに100%再生プラスチックを採用してリニューアルした。
- 育毛剤
  - 薬用育毛トニック【医薬部外品】 - スプレータイプの育毛トニック。2011年8月のリニューアル時にこれまで配合されていたセンブリエキスに替わって独自成分の「t-フラバノン（トランス-3,4’-ジメチル-3-ヒドロキシフラバノン）」を配合。併せて、無香料には73gの小サイズを追加した。2015年3月のリニューアル時にブランドロゴを変更するとともにパッケージカラーもブルーに変更。ラインナップも無香料、エクストラクール 無香料、微香性（ハーバルシトラスの香り）に加え、フレッシュフローラルを追加。2017年4月のリニューアル時にスプラッシュシトラスを追加発売したことで5種類となった。2020年2月にパッケージデザインを変更するリニューアルが行われ、フレッシュフローラルはスプレー缶の色がピンクに、スプラッシュシトラスは香りを改良して後述する「薬用育毛トニック ボリュームケア」の香りつきと同じフルーティシトラスに改名し、スプレー缶の色がオレンジにそれぞれ変更された（キャップの色は従来通りブルーで、2トーンカラーデザインとなる）。2022年春にパッケージデザインが香調を問わずブルー基調に戻され、このタイミングで月のマークレスの「Kao」ロゴへ変更された（自然切替）。
  - 薬用育毛トニック ボリュームケア【医薬部外品】 - 2018年4月発売。「薬用育毛トニック」に毛髪保護剤のN-プロピオニルポリエチレンイミン・メチルポリシロキサン共重合体を追加配合した育毛トニック。発売当初は無香料とエクストラクール 無香料の2種類だったが、2019年10月に香りつきの「フルーティシトラス」が追加発売され、3種類となった。2022年春に「薬用育毛トニック」に準じたグレー基調のパッケージデザインへ刷新され、このタイミングで月のマークレスの「Kao」ロゴへ変更された（自然切替）。
  - 薬用毛髪活性【医薬部外品】 - ダイレクトタッチ式（β-グリチルリチン酸、ニコチン酸アミド、センブリエキス（スエルチアマリンKI）配合）。無香料はブランドロゴ変更に伴って2020年春にパッケージデザインが変更された（自然切替）。なお、微香性はパッケージデザインの変更を受けずに同年3月をもって製造を終了した。
  - バイタルチャージ 薬用育毛剤【医薬部外品】 - 液体タイプ（t-フラバノン（トランス-3,4’-ジメチル-3-ヒドロキシフラバノン）、ニコチン酸アミド、センブリエキス（スエルチアマリンKI）、β-グリチルリチン酸配合）・無香料。2008年1月で製造・販売を終了した「サクセス薬用フラバサイト」の後継商品として同年2月発売。2009年4月に「バイタルチャージ 毛髪浸透ヘアエッセンス」を発売したことに伴い、「薬用バイタルチャージ」から製品名を変更。ブランドロゴ変更に伴って2020年春にパッケージデザインが変更された（自然切替）。
- ヘアスタイリング剤
  - モーニングヘアウォーター 髪さらミスト - ミストタイプの寝ぐせ直し用・整髪料。食器用洗剤「ファミリーピュア」と同形状のつぶせる容器を採用した約2回分の「つめかえ用」も設定されている。2020年春にパッケージデザインが刷新され、スカイブルーのボトルとなった（自然切替）。なお、中身の変更はないため、旧デザインの本体にもつめかえ可能である。
  - モーニングヘアスプレー - 2020年2月発売。ジェットスプレータイプの寝ぐせ直し用・整髪料。
  - 24 フレグランスワックス - 2021年3月（一部店舗・ECサイトでは同年2月）発売。花王（本体）では「アレンジパワーinクリーミーハードワックス」以来となるジャー入りの男性用ヘアワックス。箱入包装で、フルーティーフローラルの香りつきである。セット力の強さとツヤ感のレベルにより、「マットハード」、「グロッシーハード」、「エアリーミディアム」の3種類が用意されている。

### ヘアカラーリング剤
- 白髪ケア
  - ステップカラー - 2009年10月発売。月桂冠と共同開発した天然由来の染色成分「ジヒドロキシインドール」配合した泡タイプの染毛料（白髪用）。2011年7月にリニューアルを行った。ブランドロゴ変更に伴って2020年春にパッケージのロゴマークが変更された（自然切替）。

### 製造終了品
- 洗顔料
  - 毛穴オイルクリア洗顔料 - ジェルタイプ。ベトナム製造であった。2019年4月、製造終了。
  - スキンコンディショニング泡洗顔 - 噴射剤に炭酸ガスを使用した泡タイプ。2019年4月、製造終了。
  - シェーブ&ウォッシュ パーフェクトジェル - 2019年4月（一部ECサイトは同年3月）発売。ポンプ式ジェルタイプで、安全カミソリ用シェービング剤の機能を兼ねる。2020年2月のブランドロゴ変更を受けずに旧ブランドロゴのままで継続されたが、2021年3月、製造終了。
- 洗顔シート
  - 24 ヒゲを剃りやすくする朝の洗顔シート - 2020年4月（一部ECサイトは同年3月）発売。電気シェーバーで剃る前に使用する（剃った後でも使用可能）。2022年8月、製造終了。
- 化粧水
  - スキンコンディショニングローション - ミルキータイプ。2019年4月、製造終了。
  - 毛穴オイルクリアパウダーローション - 2016年10月発売。2019年3月にエメラルドグリーンから前述した「シェーブ&ウォッシュ パーフェクトジェル」と統一されたブラックのパッケージデザインに変更するリニューアルが行われ、一部店舗・ECサイト限定品に移行された。2020年2月のブランドロゴの変更を受けずに旧ブランドロゴのままで継続されたが、2021年3月、製造終了。
- シェービング
  - 洗顔もできるシェービングフォーム
  - アフターシェーブミルク - ヒゲを剃って洗い流した後の濡れた肌に直接なじませて使用する乳液。2015年3月、製造終了。
- シャンプー・リンス
  - スカルプケアシャンプー
  - スタイリングリンス
  - 薬用マッサージシャンプー【医薬部外品】 - 弾力ブラシを同梱したシャンプー。弾力ブラシを繰り返し使えるように、つけ替用となる「弾力ブラシなし」も設定していた。前述の「薬用シャンプー」や「頭皮洗浄ブラシ」が発売されていることに伴い、「弾力ブラシ付き」は2011年9月、「弾力ブラシなし」は2012年3月で、製造終了。
  - V 薬用シャンプー【医薬部外品】 - 「薬用シャンプー」と同じくノンシリコーン処方で、ダイレクトタッチ式容器を採用する。2015年9月、製造終了。
  - V ハリ・コシ リンス - 2015年9月、製造終了。
  - V ペアもみマッサージ - 7ヶ所の突起を配した頭皮マッサージ道具。1ペア2個入りで両手に装着してシャンプーやリンスの時に使用する。なお、本品は上記「V 薬用シャンプー」「V ハリ・コシ リンス」に最適化されているため、必ず左記2製品とトリオで使用するよう指示されていた。2015年9月、製造終了。
  - 薬用シャンプー Wリンス成分配合【医薬部外品】 - ポンプ式容器を採用したリンスインタイプのシャンプー。当初は「レギュラータイプ（S3）」のみだったが、2010年2月に「エクストラクール（S4）」を発売。2011年9月のパッケージリニューアル時に識別番号を付加し、「薬用シャンプー」同様、2014年8月のリニューアル時に内容量を変更した（380ml→350ml、つめかえ用：300ml→280ml）。「リンスのいらない薬用シャンプー スムースウォッシュタイプ」の発売に伴い、2017年9月、製造終了。
  - シャンプー 髪まとまるタイプ - ポンプ式容器を採用したリンス不要型のシャンプー（ノンシリコーン処方・ノンメントールタイプ）。「リンスのいらないシャンプー 髪サッと整うタイプ」の発売に伴い、2018年、製造終了。
  - シャンプー 髪サッと整うタイプ - 2018年10月発売。ポンプ式容器のリンスインシャンプー。従来発売されていた「シャンプー 髪まとまるタイプ」の後継製品で、内容量が増量（本体：350ml→400ml、つめかえ用：280ml→350ml）され、本体は「リンスのいらない薬用シャンプー スムースウォッシュタイプ」と同じボトル形状となった。2020年2月に本体のボトル形状やつめかえ用のデザインを刷新してスカイブルーからグレーに変わり、「リンスのいらないシャンプー 髪サッと整うタイプ」から製品名を変更するリニューアルが行われた。なお、中身の変更はないため、旧デザイン容器へのつめかえも可能である。2023年3月、製造終了。
- 頭皮ケア
  - 薬用スカルプスマッシュ【医薬部外品】 - 頭皮用ジェットスプレー。無香料・アクアティックシトラスの香り・フレッシュフローラルの香りの3種類。2016年3月、製造終了。
- 育毛剤
  - 薬用フラバサイト - パルスジェットスプレーを採用。
- ヘアスタイリング剤
  - アレンジパワーinワックススプレー - 男性用では初となるスプレータイプのヘアワックス。
  - アレンジパワーinワックスフォーム
  - アレンジパワーinワックスジェル - 男性用では初となるジェル状ヘアワックス。
  - アレンジパワーinクリーミーハードワックス - ハードタイプのヘアワックス。2021年3月に「24 フレグランスワックス」が発売されるまでは花王（本体）では唯一のジャー入りの男性用ヘアワックスであった。
  - モーニングヘアウォーター ジェルの水 - 2010年3月、製造終了。
  - バイタルチャージ 毛髪浸透ヘアエッセンス - ヘアスタイリング剤。「寝ぐせ直し&ふんわりボリュームウォーター」の発売に伴い、2012年2月、製造終了。
  - 寝ぐせ直し&ふんわりボリュームウォーター - 2種の頭髪ケア成分を配合したミストタイプの整髪料。「バイタルチャージ 毛髪浸透ヘアエッセンス」の後継商品であった。2016年3月、製造終了。
  - ヘアリキッド
  - ヘアジェル
  - ヘアフォーム - ソフトとスーパーハードの2タイプある。2010年3月、製造終了。
  - ジェット噴射式ヘアフォーム
  - ブルージェル - ジェルタイプの整髪料。2016年4月のパッケージリニューアル時に台紙付となり、ブランドロゴが変更された。2019年9月、製造終了。
  - クイックスタイリング - 寝ぐせ直しの機能も兼ねたジェットスプレータイプの整髪料。「ソフト」と「スーパーハード」の2種流が発売された。2016年春にパッケージデザインをリニューアルし、ブランドロゴを変更した。2020年3月、製造終了。
- ヘアカラー
  - スタイリッシュカラー 白髪用 イヤなにおいがしないクリームタイプ
  - スタイリッシュカラー 白髪用 片手でらくらくジェルタイプ - 2009年9月、製造終了。
  - スタイリッシュカラー 黒髪用
- その他
  - コロン

## CM出演者

### 現在
- 原田泰造
- 中村蒼

### 過去
- 村上弘明
- 古谷一行
- 堤真一
- 蟹江敬三
- 袴田吉彦
- 渡部篤郎
- 伊藤英明
- 小出恵介
- 要潤
- 北村一輝
- サンドウィッチマン
- 大谷亮平
- 高橋克典 - サクセスV
- 西野七瀬 - サクセス24
- 亀梨和也